# Un'estate d'amore
(Marie)
Un'estate d'amore (Sommarlek) è un film di Ingmar Bergman uscito nel 1951, ma realizzato nel 1950.

## Trama
La ballerina Marie riceve un plico che contiene il diario di Henrik, un giovane che ha amato durante un'estate di tredici anni prima e che era morto in modo prematuro per un incidente. Durante una giornata in cui non ha prove di balletto, Marie, senza dire nulla a David, il fidanzato, si reca allo chalet sul mare dove aveva vissuto quei giorni d'amore ed è presa da nostalgici ricordi.
Scopre intanto che il diario le è stato inviato per vendetta da suo zio Erland, che dopo la morte del giovane aveva approfittato del suo smarrimento per coinvolgerla in una squallida relazione. Ritornata in città per riprendere le prove, si confida con il suo maestro di ballo, che la incoraggia ad abbandonare i ricordi e a guardare in faccia la realtà del presente. Marie decide così di consegnare il diario a David, un giornalista che la ama, e lo invita a leggerlo. Se dopo averlo letto la vorrà ancora sposare lei accetterà. Il giovane, dopo aver letto il diario, le assicura il suo amore e Marie si abbandona a lui rompendo così quel muro di egoismo che aveva innalzato dopo la morte di Henrik.